# Berillo (sommergibile)
Il Berillo è stato un sommergibile della Regia Marina.

## Storia
Varato il 14 giugno 1936 a Monfalcone, madrina Alma Antonini Laudati, moglie del Capitano di Fregata Guglielmo Laudati, comandante in seconda della Base navale di Pola.
Una volta in servizio fu destinato alla XXXV Squadriglia Sommergibili basata a Messina, ma in realtà fu stanziato ad Augusta.
Nel corso del 1936 svolse un lungo viaggio di addestramento nel bacino centrale del Mediterraneo.
Come altre unità, prese clandestinamente parte alla guerra di Spagna, effettuando tre missioni dal gennaio al settembre 1937.
Il 1º gennaio 1937 lasciò Napoli al comando del capitano di corvetta Prato, rientrando il 17 del mese senza aver conseguito alcun risultato.
Il 5 agosto 1937 iniziò la sua seconda missione con partenza da Augusta ed il capitano di corvetta Luigi Gasparrini come comandante; si portò nel Canale di Sicilia, tra Capo Bon e Capo Lilibeo, e passò 11 giorni durante i quali si verificarono 45 fra avvistamenti e manovre d'attacco ma con un solo (e infruttuoso) lancio di due siluri contro un mercantile.
Il 28 agosto partì per la sua terza e ultima missione spagnola, nella zona di Cartagena, dalla quale tornò il 6 settembre senza aver avvistato navi sospette.
Dal 18 settembre 1938 fu inviato in Mar Rosso (insieme all'Onice), nella base eritrea di Massaua, da dove fece ritorno in Mediterraneo (a Taranto) l'anno  successivo, il 6 di ottobre sostituito dal gemello Iride. Fu poi trasferito ad Augusta.
Allo scoppio del secondo conflitto mondiale aveva base a La Spezia, inquadrato nella XIII Squadriglia Sommergibili.
Svolse in tutto 4 missioni offensive ed una di trasferimento navigando per 3978 miglia in superficie e 320 in immersione, trascorrendo inoltre un mese ai lavori.
Verso le otto di sera del 18 settembre 1940 salpò da Augusta per la sua quarta ed ultima missione, al comando del tenente di vascello Camillo Milesi Ferretti, tra Alessandria d'Egitto e la costa sudoccidentale della penisola anatolica. Il 19 settembre, verso le undici del mattino, dovette immergersi per l'avvistamento di un ricognitore inglese, tornando in superficie dieci ore più tardi per ricaricare le batterie e cambiare l'aria. Colto da vari guasti, il sommergibile proseguì comunque e alle quattro del mattino del 25 settembre giunse nel proprio settore d'agguato, iniziando a pattugliarlo. La sera del 27 i motori diesel andarono in avaria; solo dopo parecchio lavoro fu possibile rimettere in funzione uno dei due, a regime però molto ridotto. Nella notte fra il 29 settembre ed il 1º ottobre si diresse, su ordine del comando, nelle acque di Sidi el Barrani, una sessantina di miglia a nordovest di dove si trovava, per intercettare una formazione composta da una corazzata, una portaerei, cinque incrociatori e 19 cacciatorpediniere (si trattava dell'operazione britannica «MB. 5», volta a rifornire Malta).
Verso le tre di notte del 2 ottobre avvistò i cacciatorpediniere Havock e Hasty a 4000 metri di distanza e, portatosi ad 800 metri, lanciò – stando in superficie – un primo siluro, che però rimase nel tubo dovendo essere lanciato manualmente; mancò il bersaglio e furono quindi lanciati altri due siluri, che transitarono sotto lo scafo di una delle due unità senza esplodere. I due cacciatorpediniere passarono al contrattacco aprendo il fuoco con i cannoni e, mentre il Berillo s'immergeva a 90 metri, iniziarono a bombardarlo con cariche di profondità: le prime esplosioni non causarono danni seri, poi venne a mancare la luce; entrambi i motori elettrici furono messi fuori uso ed iniziò a filtrare acqua, mentre il sommergibile, fortemente sbandato, sprofondava sino a 140-170 metri. Iniziò a diffondersi cloro nei locali, perché l'acqua marina era venuta a contatto con le batterie.
Non rimase che dare l'ordine di emergere per evitare la perdita dell'intero equipaggio; alle 5.30 il Berillo venne faticosamente a galla, ma subito l’Hasty e l’Havock aprirono il fuoco contro di esso. Due uomini (il secondo capo Alberto Maya ed il sergente Sebastiano Parodi), che stavano cercando di aprire i portelli bloccatisi per la pressione, furono uccisi da primo proiettile, che colpì la torretta; il cannone risultò inutilizzabile vanificando quindi ogni tentativo di reazione. Il resto dell'equipaggio – 5 ufficiali e 40 sottufficiali e marinai – avviò le manovre di autoaffondamento, abbandonò il sommergibile (che s'inabissò poco dopo in posizione 33°10' N e 26°24' E) e fu raccolto dalle due unità britanniche e preso prigioniero.
Oltre alle due vittime della cannonata si ebbero 7 feriti, uno dei quali (il secondo capo elettricista Diofebi) morì in seguito alle ferite.